# Joanna Mantel-Niećko

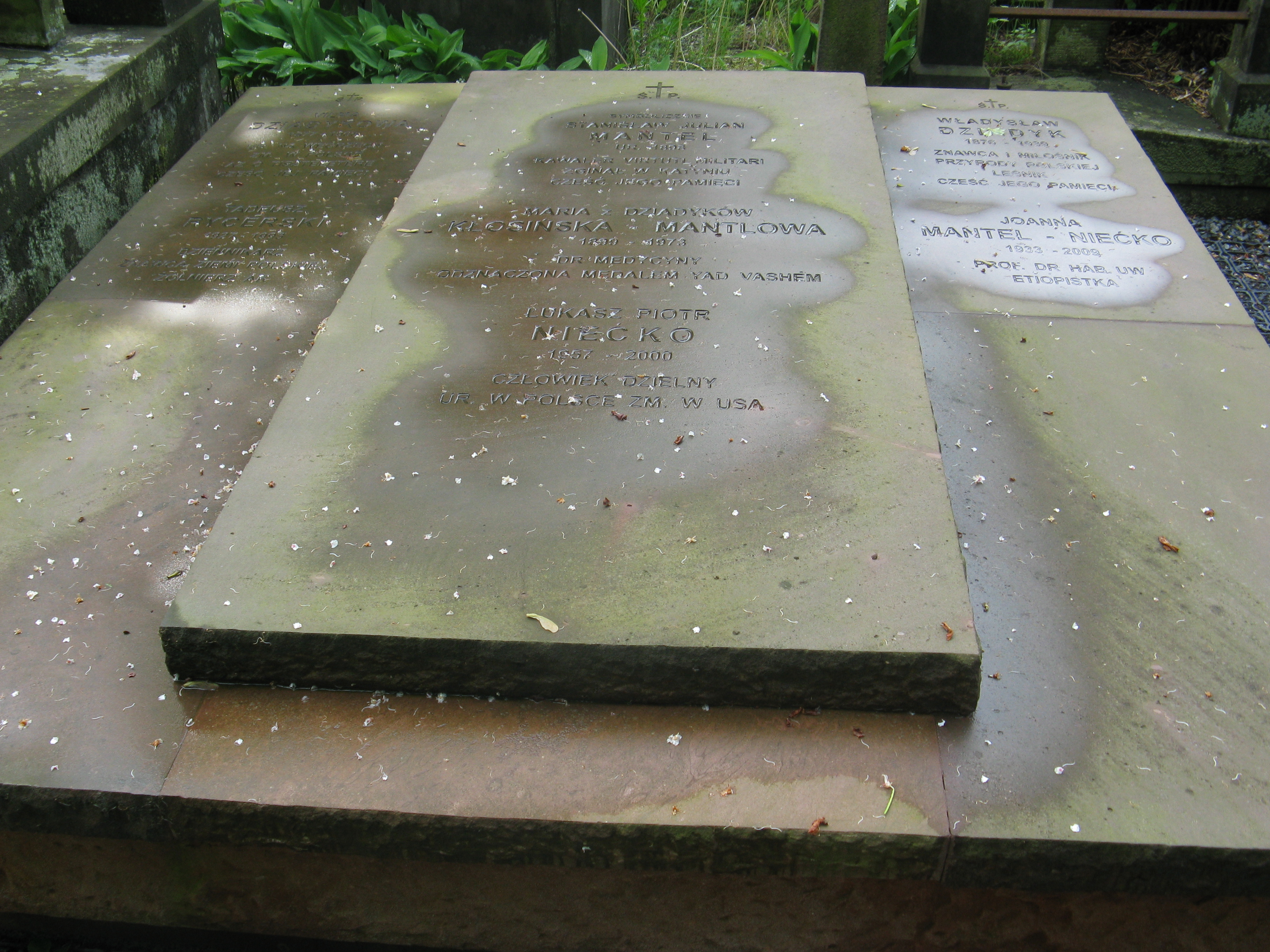
Grób Joanny Mantel-Niećko na cmentarzu Powązkowskim

Joanna Mantel-Niećko (ur. 14 sierpnia 1933 w Warszawie, zm. 28 października 2009 tamże) – polska orientalistka, językoznawczyni i kulturoznawczyni, profesor nauk humanistycznych, specjalizująca się w etiopistyce, działaczka opozycji w PRL.

## Życiorys
Ukończyła w 1956 studia w Instytucie Orientalistyki Uniwersytetu Warszawskiego. W 1966 uzyskała stopień naukowy doktora, habilitowała się w 1966. Zawodowo związana z macierzystym instytutem UW, gdzie pracowała (dochodząc do stanowisko profesora zwyczajnego) w latach 1956–1996, tj. do czasu przejścia na emeryturę. W 1993 otrzymała tytuł profesora nauk humanistycznych. W 1977 zorganizowała i do 1988 kierowała Zakładem Języków i Kultur Afryki w Instytucie Orientalistyki. Od października 1981 do lutego 1982 pełniła funkcję dziekana Wydziału Neofilologii.
W 1961 została członkinią PZPR, wystąpiła po wprowadzeniu stanu wojennego. Od 1980 działała w „Solidarności”, kierowała międzyzwiązkowym zespołem opracowującym reformę uniwersytetu. Od 1982 działała w uczelnianych komisjach zajmujących się wspieraniem osób represjonowanych, zajmowała się organizacją pomocy dla internowanych i pozbawionych wolności, współpracowała z „Biuletynem Informacyjnym NSZZ «Solidarność» UW”. Za prowadzoną działalność internowano ją 13 maja 1982, zwolnienie po interwencji biskupów uzyskała dziewięć dni później.
W 1990 współtworzyła Polskie Towarzystwo Afrykanistyczne, pełniła funkcję wiceprezesa tej organizacji.
Została pochowana na cmentarzu Powązkowskim w Warszawie (kwatera P–5–13).

## Wybrane publikacje
- Historia Etiopii, Wrocław, Ossolineum (wspólnie z Andrzejem Bartnickim), Zakład Narodowy im. Ossolińskich, Wrocław 1971.
- The role of land tenure in the system of Ethiopian imperial government in modern times, Wyd. UW, Warszawa 1980.
- Próba sił: źródła do dziejów Uniwersytetu Warszawskiego po 13 grudnia 1981, Wyd. UW, Warszawa 1981.
- Róg Afryki – historia i współczesność, Warszawa, Trio (red. nauk. wspólnie z Maciejem Ząbkiem), Trio, Warszawa 1999.